# Городское поселение посёлок Вейделевка
Городское поселение «Посёлок Вейделевка» — муниципальное образование в составе Вейделевского района Белгородской области Российской Федерации.
Административным центр — пгт Вейделевка.

## История
Городское поселение «Посёлок Вейделевка» образовано 20 декабря 2004 года в соответствии с Законом Белгородской области № 159.

## Население
| 2010  | 2011  | 2012  | 2013  | 2014  | 2015  | 2016  | 2017  | 2018  |
| ----- | ----- | ----- | ----- | ----- | ----- | ----- | ----- | ----- |
| 7066  | ↘7034 | ↘6868 | ↘6747 | ↘6663 | ↘6553 | ↘6473 | ↗6488 | ↘6407 |
| 2019  | 2020  | 2021  |       |       |       |       |       |       |
| ↗6420 | ↘6305 | ↗7409 |       |       |       |       |       |       |

## Состав городского поселения
| № | Населённый пункт | Тип населённого пункта      | Население |
| - | ---------------- | --------------------------- | --------- |
| 1 | Вейделевка       | пгт, административный центр | ↗7347     |
| 2 | Придорожный      | хутор                       | ↗62       |

## Достопримечательности
Археологические памятники Вейделевского района: Подгоровский катакомбный могильник, селище-1 у п. Вейделевка, селищ-1 и селище-2 у с. Брянские Липяги, селищ-1 и селище-2 у с. Саловка, селище-1 у х. Шпенгарев. В 4-х образцах антропологического материала из Подгоровского катакомбного могильника VIII—IX веков салтово-маяцкой культуры обнаружены Y-хромосомные гаплогруппы R1a1a1b2a (Z2124),  G, J2a и митохондриальные гаплогруппы I4a, D4m2.